# لاما (نموذج لغوي)
النموذج اللغوي الكبير من ميتا أيه آي (بالإنجليزية: Large Language Model Meta AI)‏، والمعروف اختصارًا بـلاما (بالإنجليزية: Llama)‏ هي عائلة نماذج لغوية كبيرة أطلقتها شركة ميتا أيه آي بدءًا من فبراير 2023.